# Гранд-Траверс (округ)
Гранд-Тра́верс (англ. Grand Traverse County) — округ в штате Мичиган, США. Официально образован в 1851 году. По состоянию на 2013 год, численность населения составляла 89 987 человек.

## География
По данным Бюро переписи США, общая площадь округа равняется 1 556,592 км2, из которых 1 201,761 км2 суша и 354,830 км2 или 23,000 % это водоёмы.

## Население
По данным переписи населения 2000 года в округе проживает 77 654 жителей в составе 30 396 домашних хозяйств и 20 730 семей. Плотность населения составляет 64,00 человека на км2. На территории округа насчитывается 34 842 жилых строения, при плотности застройки около 29,00-ти строений на км2. Расовый состав населения: белые — 96,51 %, афроамериканцы — 0,40 %, коренные американцы (индейцы) — 0,93 %, азиаты — 0,49 %, гавайцы — 0,03 %, представители других рас — 0,54 %, представители двух или более рас — 1,09 %. Испаноязычные составляли 1,49 % населения независимо от расы.
В составе 32,80 % из общего числа домашних хозяйств проживают дети в возрасте до 18 лет, 55,70 % домашних хозяйств представляют собой супружеские пары проживающие вместе, 9,20 % домашних хозяйств представляют собой одиноких женщин без супруга, 31,80 % домашних хозяйств не имеют отношения к семьям, 25,00 % домашних хозяйств состоят из одного человека, 9,00 % домашних хозяйств состоят из престарелых (65 лет и старше), проживающих в одиночестве. Средний размер домашнего хозяйства составляет 2,49 человека, и средний размер семьи 2,99 человека.
Возрастной состав округа: 25,40 % моложе 18 лет, 7,90 % от 18 до 24, 29,70 % от 25 до 44, 24,00 % от 45 до 64 и 24,00 % от 65 и старше. Средний возраст жителя округа 38 лет. На каждые 100 женщин приходится 95,20 мужчин. На каждые 100 женщин старше 18 лет приходится 92,10 мужчин.
Средний доход на домохозяйство в округе составлял 43 169 USD, на семью — 51 211 USD. Среднестатистический заработок мужчины был 34 796 USD против 24 139 USD для женщины. Доход на душу населения составлял 22 111 USD. Около 3,80 % семей и 5,90 % общего населения находились ниже черты бедности, в том числе — 5,30 % молодежи (тех, кому ещё не исполнилось 18 лет) и 5,90 % тех, кому было уже больше 65 лет.